# Léon Alpsteg
Léon Alpsteg est un footballeur français né le 12 septembre 1928 à Bonneville et mort le 21 juillet 2010, à Fillinges. Il évolue au poste d'attaquant de la fin des années 1940 à la fin des années 1950.
Formé à l'AS Saint-Étienne, il joue ensuite notamment à l'Olympique d'Alès et au RC Franc-Comtois. Son frère René est également footballeur.